# 鳥居本站
鳥居本站（日语：／ Toriimoto eki */?）是位於滋賀縣彥根市鳥居本町，近江鐵道本線的車站。車站編號為OR03。

## 歷史
- 1931年（昭和6年）3月15日 - 車站啟用。
- 1988年（昭和63年）3月12日 - 結束貨運業務。
- 2013年（平成25年）3月29日 - 車站大樓登錄為登錄有形文化財。

## 車站構造
車站是一座地面車站，設有1面2線島式月台。此站是整日無人車站。車站大樓與月台南端之間設有站內平交道連接。月台上設有古老候車室。
車站大樓在車站啟用已經存在，為一座擁有彎屋頂的西式建築物。
曾經在站內設有日本石油米原庫，站內設有小規模貨物裝卸線。當時會有來自安治川口站的罐車經彥根站前往此站運送石油。而此站至彥根站之間成為近江鐵道最後一條貨運列車行走區間。隨著油庫關閉，在1988年結束了近江鐵道貨運業務。

## 使用狀況
根據「彥根市統計書」，以下為近年一日平均乘車人次列表
| 年度   | 一日平均 乘車人次 |
| ------ | ----------------- |
| 2003年 | 183               |
| 2004年 | 173               |
| 2005年 | 172               |
| 2006年 | 163               |
| 2007年 | 169               |
| 2008年 | 177               |
| 2009年 | 169               |
| 2010年 | 176               |
| 2011年 | 157               |
| 2012年 | 140               |
| 2013年 | 133               |
| 2014年 | 135               |
| 2015年 | 137               |
| 2016年 | 139               |
| 2017年 | 127               |
| 2018年 | 110               |
| 2019年 | 103               |

## 車站周邊
- 彥根市政廳鳥居本出張所
- 彥根市立鳥居本中學
- 彥根市立鳥居本小學
- 滋賀縣立鳥居本養護學校
- 日出出版（日语：サンライズ出版）
- 國道8號
- JA東琵琶湖鳥居本
- 舊中山道鳥居本宿（日语：鳥居本宿）
- 有川製藥（日语：有川製薬）（赤玉神教丸）
- 彥根鳥居本郵局
- 鳥居本公園

## 其他
- 此站被選為第4回近畿車站百選。
- 在2007年3月23日晚上，於此站挑戰連續演奏之健力士世界紀錄。該企劃由彥根市的鋼琴教師寺村邦子（日语：寺村邦子）發起，為國寶·彥根城築城400年祭（日语：国宝・彦根城築城400年祭）的紀念活動之一。目標打破在2001年在加拿大的紀錄，連續演奏181小時。最後這個紀錄在2007年3月31日中午12時被打破，連續演奏達184小時。最後的曲目由寺村邦子和親子演奏「藍色多瑙河」[1]。
- 在2008年（平成20年）3月29日中午至30日中午，於上述紀錄打破後1周年，進行了24小時的演奏會。最後的曲目是「化為千風」。後來在2012年，也進行了5周年紀念演奏會。
- 在結束貨運業務後直至2004年前，此站還設有引込線，停泊了1輛WaFu1形貨車。

## 相鄰車站
近江鐵道
■本線（彥根、多賀大社線）
富士達前（OR02）－鳥居本（OR03）－彥根（OR04）

## 注腳
1. ↑  世界一長いコンサート184時間“完奏”2007年3月31日 12:46 四國新聞（日語）

## 外部連結
- 富士達前站 （页面存档备份，存于）（日語）（各站資訊）  -近江鐵道
- - 國指定文化財等數據庫（日語）